# Скаутский патруль
Патру́ль (от англ. Patrol) — самоорганизующаяся низовая структурная единица в скаутском движении. Состоит из шести разведчиков. Целью патрульной системы (Patrol System) и организования патруля является стремление привить детям принципы самоуправления и ответственности. Члены патруля избирают из своих рядов вожатого (который являлся лидером и обладает соответствующими качествами), который имеет полноту власти, а старшина не смеет вмешиваться в руководство патруля. Каждый член патруля должен осознать ответственность за благополучие всего патруля, а каждый патруль — всей роты. Вожатый выбирает себе заместителя на время своего отсутствия и назначает его капралом патруля (урядником). Вожатый несёт ответственность за успехи и неудачи своего патруля. Ежедневная деятельность патруля приучает детей к «командной игре».
Неженка вступает в ряды патруля, чтобы стать разведчиком, для чего приносит обещание (присягу) перед всей ротой, которая располагается вокруг неженки.
Разведчики подразделяются на I и II разряды, для чего проходят испытания. 
Разведчик носит галстук расцветки своего патруля. Всякий патруль также имеет свой позывной. Всякому разведчику принадлежит свой номер в патруле. Разведчики работают попарно как товарищи, так вожатый (1-й номер) с капралом (2-й номер), 3-й с 4-м, 5-й с 6-м.
Скаутский патруль из шести разведчиков послужил образцом для создания в последующем пионерского звена из пяти пионеров.

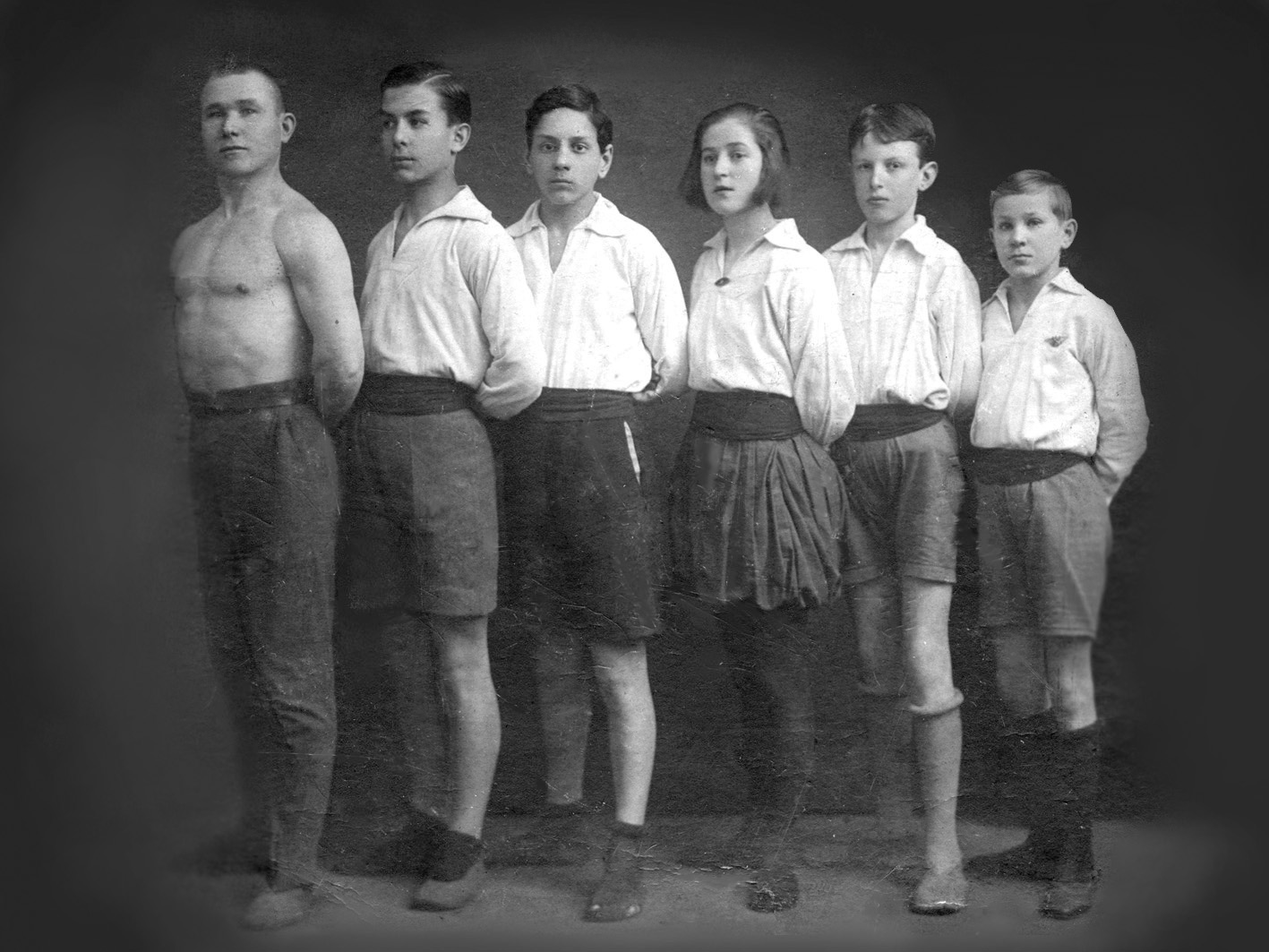
Пионерское звено отряда имени Спартака, организованное при фабрике «Красное знамя» на спортзанятиях (1923)

## Вступление
Неженка стоит посреди роты напротив старшины, вокруг располагается рота.
Старшина: — Имеешь ли честь?
Неженка: — Да. Мне можно доверять.
Старшина: — Ведаешь ли закон? Можно ли положиться на твою честь, что ты станешь поступать в согласии с обещанием?
Затем неженка и вся рота складывают пальцы руки в салюте, неженка приносит обещание.
Старшина: — Полагаюсь на твою честь, что сдержишь обещание. Теперь ты — член великого всемирного братства разведчиков.
Заместитель старшины вручает новому разведчику шляпу и посох. Старшина и новый разведчик обмениваются рукопожатием, новый разведчик и рота салютуют друг другу.
Старшина: — Займи место в своём патруле!

## Испытания
После вступления новый разведчик проходит испытание на звание разведчика II разряда, позднее — I разряда (ср. испытания позже введённого ГТО, который состоял из ГТО I и ГТО II из умений и испытаний).
Испытание на II разряд
1) Связать минимум четыре из пяти «морских» узлов (булинь, рыбацкий, рифовый, выбленочный, шкотовый), тратя не долее 30-и секунд на завязывание узла.
2) В течение минуты рассмотреть предметы в четырёх витринах магазинов и описать предметы в одном из указанных магазинов.
3) Пройти милю (около 1,5 км) за 13 минут.
4) Выучить скаутский закон (устав) и знаки различия.
5) Выучить обозначение государственного флага и правила его вывешивания.
Испытание на I разряд
6) Уметь ориентироваться по компасу.
7) Пройти поход в 20 км.
8) Иметь навыки спасания (при пожаре, на водах, из полыньи, остановить коня, надевание противогаза, первой помощи, искусственного дыхания).
9) Уметь читать и писать.
10) Иметь банковский вклад (ср. 5-й пункт «Рыцарского кодекса» об обогащении ради помощи нуждающимся).
11) Привести неженку и обучить его шести узлам (прямому, шкотовому, выбленочному, штыку, булиню, проводнику, петле).
12) Уметь развести костёр и приготовить на нём еду.